# Endiandra sieberi
Endiandra sieberi, conocido como el palo corcho (corkwood) es un árbol del bosque templado húmedo que crece en el este de Australia.

## Hábitat
Es un árbol común en los bosques lluviosos de baja altitud y en algunos de montaña. Es muy común en los bosques del litoral sobre arena. La corteza corchosa ayuda en la protección contra el suelo. Crece desde el poblado de Kioloa (35° S) cerca de Batemans Bay en el sur de Nueva Gales del Sur hasta las islas de Moreton Bay (27° S), en el sureste de Queensland. Nombres comunes incluyen Palo corcho (Corkwood), Palo corcho duro (Hard Corkwood), Laurel palo corcho (Corkwood Laurel) y Palo corcho rosa (Pink Corkwood).

## Descripción
Endiandra sieberi es un árbol de talla mediana de 30 metros de alto y 90 cm de diámetro en el tronco.

### Corteza, tronco y hojas
La corteza es de color gris gamuza, relativamente suave y corchosa. Los árboles maduros a veces están un poco rebordeados pero no ensanchados en la base. El tronco es recto y cilíndrico.
Las hojas son alternadas, simples y enteras. De 5 a 8 cm de largo, desenfundadas a una punta roma. Verde no muy fuerte en el haz, pero más pálido en el envés. Los tallos de las hojas miden de 5 a 10 mm.
La vena central está ligeramente levantada en el haz pero aplanada en el envés. Las venas de la red se ven claramente como en Cryptocarya microneura. El color de la vena central es cremoso.

### Flores, fruto y germinación
Las flores aparecen de junio a octubre, son cremosas o amarillas en panículas.
El fruto es una drupa en forma de huevo y de color negro brillante, de 2 a 3.5 cm de largo. La semilla solitaria es ovada y puntiaguda de 25 a 30 mm de largo. Los frutos son comidos por las aves del bosque lluvioso incluyendo la paloma de cabeza blanca y la Paloma nudo de cabeza. El fruto madura de marzo a octubre. 
Como muchos de los frutos de las lauráceas de Australia, se recomienda la remoción del arilo carnoso para ayudar a la germinación de la semilla. Las raíces y brotes usualmente aparecen de tres a doce meses, con una tasa de germinación de alrededor del 20 por ciento.

## Madera y usos
La madera es de color claro, dura y de grano cerrado. En tiempos coloniales, la corteza probó ser un sustituto no muy bueno del corcho, si se le compara con el del alcornoque europeo.

## Galería

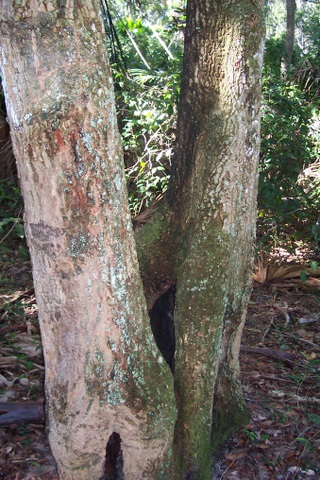
Palo corcho en el Parque Nacional Wyrrabalong, Australia
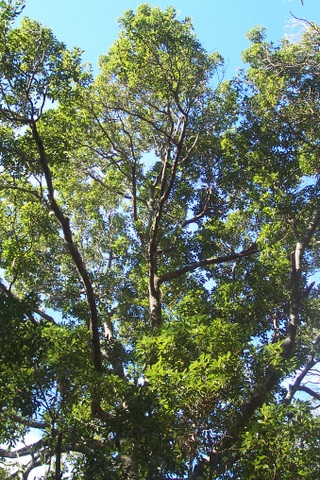
Palo corcho en el Parque Nacional Wyrrabalong, Australia
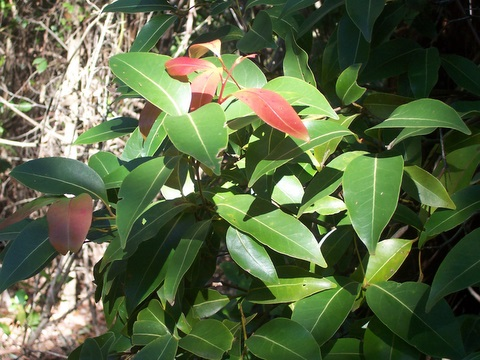
Hojas rojas jóvenes en el Parque Nacional Wyrrabalong
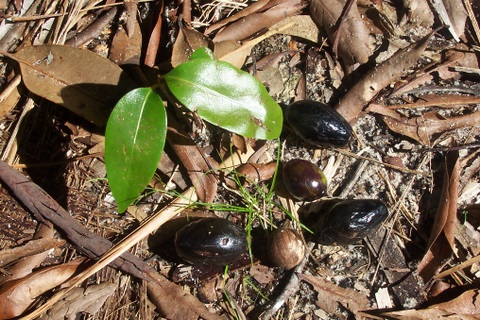
Plantita de palo corcho y fruto en el Parque Nacional Wyrrabalong
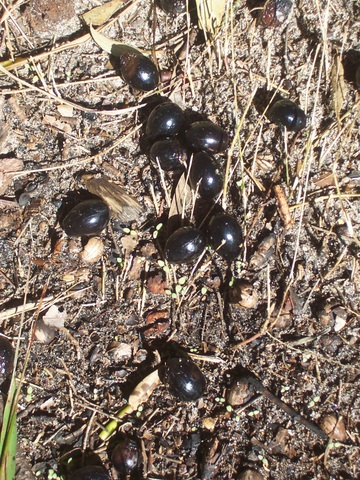
Fruto caído de palo corcho en la  arena, Parque Nacional Wyrrabalong
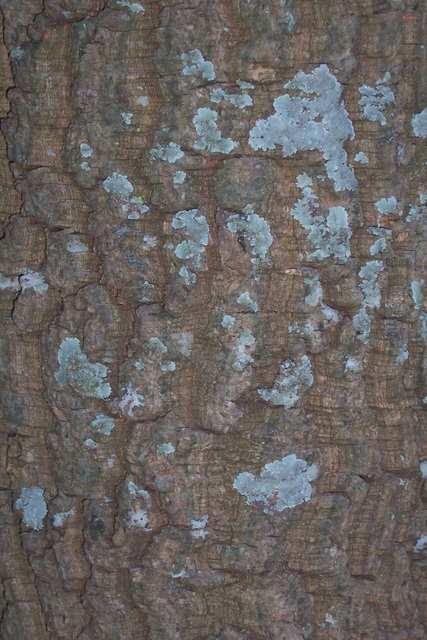
Corteza de palo corcho, en Nueva Gales del Sur
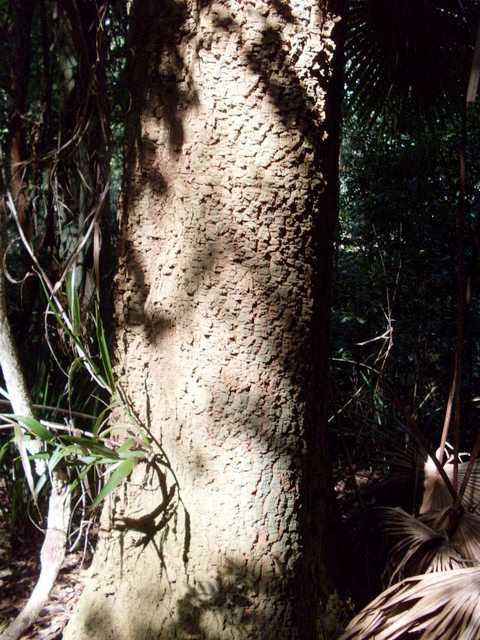
Árbol de palo corcho de 30 metros de alto en el Río Hacking, Nueva Gales del Sur
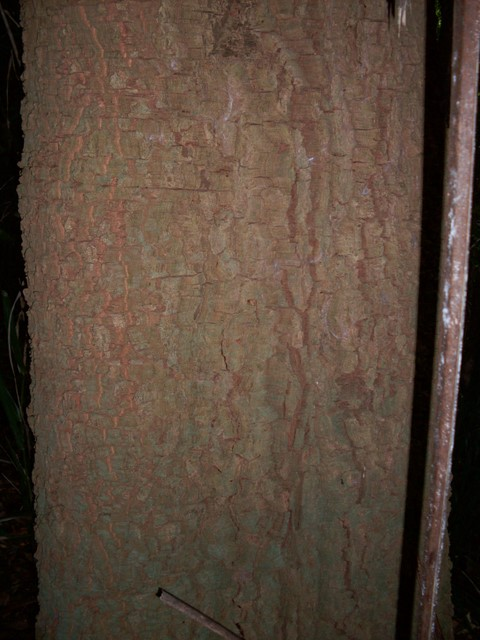
Árbol de palo corcho de 30 metros de alto en el Río Hacking, Nueva Gales del Sur